# Epitassia

Esempio di struttura epitassiale al microscopio (FeSe).

L'epitassía o epitassi (dal greco ἐπί, epí, "sopra" e τάξις, tàxis, "ordinamento, disposizione") è la deposizione di sottili strati di materiale cristallino su un substrato massivo, anch'esso cristallino, che ne indirizza la crescita e ne determina le proprietà strutturali. Lo spessore dello strato epitassiale può variare dalla frazione di nanometro a centinaia di micron. L'epitassia può definirsi omoepitassia quando il materiale da depositare è lo stesso del substrato massivo, oppure eteroepitassia, quando il materiale da depositare è chimicamente differente dal substrato.
Esiste inoltre la sintassia, quando la crescita avviene in parallelelo, senza che uno dei due materiali faccia da substrato dell'altro, come avviene per alcuni superconduttori ceramici.

## Tecniche epitassiali
Le tecniche epitassiali sono molte. Tra le più comuni, l'epitassia da fase liquida (LPE, dall'inglese Liquid Phase Epitaxy) permette di crescere strati epitassiali molto spessi, mentre l'epitassia da fasci molecolari (MBE, dall'inglese Molecular Beam Epitaxy) e la deposizione di vapori chimici con precursori metallorganici (MOCVD, dall'inglese Metal-Organic Chemical Vapour Deposition) permettono un controllo dello spessore dei materiali dell'ordine del singolo strato atomico e sono adatte a crescere spessori estremamente sottili, che per il singolo strato atomico (ML, dall'inglese monolayer) è di qualche Ångström.